# Paradelphomyia pacifica
Paradelphomyia pacifica är en tvåvingeart som först beskrevs av Alexander 1944.  Paradelphomyia pacifica ingår i släktet Paradelphomyia och familjen småharkrankar. Inga underarter finns listade i Catalogue of Life.